# Leichtathletik-Weltmeisterschaften 2007/Teilnehmer (Belgien)
| Goldmedaillen | Silbermedaillen | Bronzemedaillen |
| ------------- | --------------- | --------------- |
| –             | –               | 1               |

Belgien stellte mindestens zwölf Teilnehmerinnen und sieben Teilnehmer bei den Leichtathletik-Weltmeisterschaften 2007 in der japanischen Metropole Osaka.

## Medaillen
Mit einer gewonnenen Bronzemedaille belegte das belgische Team Platz 37 im Medaillenspiegel.

### Medaillengewinner
Bronze
- Olivia Borlée, Kim Gevaert, Hanna Mariën und Élodie Ouédraogo: 4 × 100 m der Frauen

## Ergebnisse

### Männer

#### Laufdisziplinen
| Athlet            | Disziplin        | Vorlauf     | Vorlauf | Viertelfinale | Viertelfinale | Halbfinale | Halbfinale | Finale             | Finale             |
| Athlet            | Disziplin        | Zeit        | Platz   | Zeit          | Platz         | Zeit       | Platz      | Zeit               | Platz              |
| ----------------- | ---------------- | ----------- | ------- | ------------- | ------------- | ---------- | ---------- | ------------------ | ------------------ |
| Kristof Beyens    | 200 m            | 20,44 s     | 7 Q     | 20,52 s       | 14 Q          | 20,53 s    | 13         | nicht qualifiziert | nicht qualifiziert |
| Adrien Deghelt    | 110 m Hürden     | 13,61 s     | 20 q    | –––           | –––           | 13,70 s    | 20         | nicht qualifiziert | nicht qualifiziert |
| Pieter Desmet     | 3000 m Hindernis | 8:55,99 min | 33      | –––           | –––           | –––        | –––        | nicht qualifiziert | nicht qualifiziert |
| Krijn Van Koolwyk | 3000 m Hindernis | 8:29,18 min | 15      | –––           | –––           | –––        | –––        | nicht qualifiziert | nicht qualifiziert |

#### Sprung-/Wurfdisziplinen
| Athlet     | Disziplin      | Qualifikation | Qualifikation | Finale             | Finale             |
| Athlet     | Disziplin      | Höhe          | Platz         | Höhe               | Platz              |
| ---------- | -------------- | ------------- | ------------- | ------------------ | ------------------ |
| Kevin Rans | Stabhochsprung | 5,40 m        | 21            | nicht qualifiziert | nicht qualifiziert |

### Frauen

#### Laufdisziplinen
| Athletin/nen                                            | Disziplin        | Vorlauf      | Vorlauf | Viertelfinale      | Viertelfinale      | Halbfinale | Halbfinale | Finale             | Finale             |
| Athletin/nen                                            | Disziplin        | Zeit         | Platz   | Zeit               | Platz              | Zeit       | Platz      | Zeit               | Platz              |
| ------------------------------------------------------- | ---------------- | ------------ | ------- | ------------------ | ------------------ | ---------- | ---------- | ------------------ | ------------------ |
| Kim Gevaert                                             | 100 m            | 11,09 s      | 2 (VL1) | 11,15 s            | 2 (VF2)            | 11,06 s    | 3 (HF2)    | 11,05 s            | 5                  |
| Kim Gevaert                                             | 200 m            | 22,91 s      | 2 (VL5) | 22,96 s            | 4 (VF2)            | –          | DNS        | nicht qualifiziert | nicht qualifiziert |
| Olivia Borlée Kim Gevaert Hanna Mariën Élodie Ouédraogo | 4 × 100 m        | 42,75 s NR   | 1 (V1)  | –––                | –––                | –––        | –––        | 42,75 s NR         | Bronze             |
| Eline Berings                                           | 100 m Hürden     | 12,97 s NR   | 5 (VL4) | nicht qualifiziert | nicht qualifiziert | –––        | –––        | –––                | –––                |
| Élodie Ouédraogo                                        | 400 m Hürden     | 56,44 s      | 6 (VL3) | nicht qualifiziert | nicht qualifiziert | –––        | –––        | –––                | –––                |
| Sigrid Vanden Bempt                                     | 3000 m Hindernis | DNF          | –       | –––                | –––                | –––        | –––        | nicht qualifiziert | nicht qualifiziert |
| Stephanie de Croock                                     | 3000 m Hindernis | 10:01,74 min | 12      | –––                | –––                | –––        | –––        | nicht qualifiziert | nicht qualifiziert |
| Veerle DeJaeghere                                       | 3000 m Hindernis | 9:38,95 s    | 3 Q     | –––                | –––                | –––        | –––        | 9:40,10 min        | 11                 |

#### Sprung-/Wurfdisziplinen
| Athletin      | Disziplin  | Qualifikation | Qualifikation | Finale | Finale |
| Athletin      | Disziplin  | Höhe          | Platz         | Höhe   | Platz  |
| ------------- | ---------- | ------------- | ------------- | ------ | ------ |
| Tia Hellebaut | Hochsprung | 1,94 m        | 8 Q           | 1,90 m | 14     |